# Octonoba okinawensis
Octonoba okinawensis es una especie de araña araneomorfa del género Octonoba, familia Uloboridae. Fue descrita científicamente por Yoshida en 1981.
Habita en Okinawa.